# Список керівників держав 581 року
Список керівників держав 581 року — це перелік правителів країн світу 581 року.
Список керівників держав 580 року — 581 рік — Список керівників держав 582 року — Список керівників держав за роками

## Європа
- Аварський каганат — Баян (562—602)
- Айлех — Колман Рімід мак Баетан (580-604)
- Айргіалла — Бекк мак Куанах (565? — 598)
- Арморика — Теудр Великий (547—584)
- Герцогство Баварія — Гарібальд I (548/555—593/595)
- Брихейніог — Ідваллон ап Лліварх (580—620)
- Берніція — Фрітувальд (579-585)
- Бро-Гвенед (Бретонь) — Варох II (577-594)
- король вестготів — Леовігільд (568/572-586)
- Вессекс — Кевлін (560—591/592)
- Візантійська імперія — Тиберій II Костянтин (578-582)
- Королівство Гвент — Мейріг ап Теудріг (540—590)
- Королівство Гвінед — Белі ап Рун (580-599)
- Правитель гунів, болгар — Баян I (562-602)
- Дал Ріада — Айдан Мак Габраін (574—608)
- Дейра (королівство) — Елла (560—588)
- Дівед — Петрок (570—595)
- Думнонія — Геррен ап Костянтин (560-598)
- Елмет — Гваллог ап Лленног (560—590)
- Ірландія — верховний король Аед мак Айнмуйрех (568-594)
- Кайр-Гвендолеу — Араун ап Кінварх (573—630)
- Король лангобардів — правління герцогів (574—584)
  - Герцогство Беневентське — Зотто (571—591)
  - Герцогство Фріульське — Гізульф I (569—590)
- Морганнуг — Мейріг ап Карадог (580-590)
- Мунстер — Фергус Скандал Мак Крімтайн (579/580-583)
- Пік — Сауїл Зарозумілий (525—590), Дунотінґ (або Дунаут) — Дінод Міцний (525—595)
- Король піктів — Галам Кенналеф I і одночасно Бруде I (556—586)
- Королівство Повіс — Яго ап Брохвейл (550-582)
- Регед Північний — Урієн (550/570-590); Південний — Лліварх Старий (560—608?)
- Королівство Сассекс — Кутвін (567—593)
- Королівство свевів — Міро (570—583)
- Стратклайд — Ріддерх Гейл (580-613)
- Улад — Баетан мак Кайрілл (572-581); Аед Дуб мак Суйбні (581-588)
- Уснех — Свібне мак Колмайн (574—600)
- Франкське королівство:
  - Австразія — Хільдеберт II (575-595)
  - Франкське королівство Бургундія — Гунтрамн (561—592)
  - Нейстрія — Хільперік I (561—584)
- Швеція — Йостен (575-600)
- Святий Престол — папа римський — Пелагій II (579—590)
- Константинопольський патріарх — Євтихій (577—582)

## Азія
- Близький Схід:
  - Гассаніди — Аль-Мунзір ібн Харіс (569-581); 2 володарі
  - Лахміди — Ан-Нуман III (578(580)-602)
- Кавказька Албанія — марзпанство Персії (до 636)
- В'єтнам; Династія Рання Лі — Лі Нам Де II (571—602)
- Індія:
  - Династія Вішнукундіна — Мадхав Варма IV (573—621)
  - Західні Ганги —  Мушкара (579—604)
  - Пізні Гупти — Магасенагупта (562-601)
  - володар держави ефталітів і алхон-гунів в Ганджхарі, Кашмірі і Пенджабі Праварасена (530—590)
  - Династія Майтрака — Дарасена II (570—595)
  - Раджарата — раджа Аггабодхі I (564-598)
  - Чалук'я — Кіртіварман I (566-597)
- Індонезія:
  - Тарума — Кертаварман (561—628)
- Китай:
  - Династія Суй - Ян Цзянь (581-604)
  - Династія Північна Чжоу — Юйвень Юнь (578—581). Падіння династії.
  - Династія Чень — Чень Сюй (569—582)
  - Туюхун (Тогон) — Муюн Куалюй (540—591)
- Корея:
  - Когурьо — тхеван (король) Пхьонвон (559—590)
  - Пекче — король Відок (554-598)
  - Сілла — ісагим (король) Чинпхьон (579—632)
- Паган — король Хтун Тайк (569-582)
- Персія:
  - Держава Сасанідів — шахіншах  Ормізд IV (579—590)
- Середня Азія — Тюркський каганат — Таспар-каган (572—581); Амрак (581); Бага-Ишбара-каган (581-587)
- Хим'яр — Сайф (577—587)
- Ченла — Бхававарман I (550—600)
- Японія — Імператор Бідацу (572—585)

## Африка
- Аксумське царство — Хатаз (575—590)
- Преторіанська префектура Африки Візантійської імперії — Феодор (578—585)

## Північна Америка
- Мутульське царство — К'ініч-Вав (562-593)
- Баакульське царство — Кан-Балам I (570—583)
- Шукуупське царство — К'ак'-Уті'-Чан (578-628)